# Vajkijaure
Vajkijaure är en sjö i Jokkmokks kommun i Lappland och ingår i Luleälvens huvudavrinningsområde. Sjön är 11 meter djup, har en yta på 25,6 kvadratkilometer och befinner sig 258 meter över havet. Sjön avvattnas av vattendraget Lilla Luleälven.
Vajkijaures vattenstånd regleras av en damm vid Akkats kraftstation. Vattenytan varierar mellan 258 och 260 meter över havet. I dämningsområdet ingår även sjöarna Saskam, Tjeknalis och Klubbuddsjön.

## Delavrinningsområde
Vajkijaure ingår i det delavrinningsområde (740317-167085) som SMHI kallar för Utloppet av Vajkijaure. Medelhöjden är 281 meter över havet och ytan är 97,92 kvadratkilometer. Räknas de 480 avrinningsområdena uppströms in blir den ackumulerade arean 9 132,7 kvadratkilometer. Lilla Luleälven som avvattnar avrinningsområdet har biflödesordning 2, vilket innebär att vattnet flödar genom totalt 2 vattendrag innan det når havet efter 180 kilometer. Avrinningsområdet består mestadels av skog (61 procent). Avrinningsområdet har 27,35 kvadratkilometer vattenytor vilket ger det en sjöprocent på 27,9 procent.